# Mangostes
Les mangostes (Herpestidae) són una família de 33 espècies de petits mamífers carnívors que pertanyen a la família dels herpèstids. Actualment aquesta família es divideix en dues subfamílies, les Herpestinae i les Mungotinae. Hi ha 23 espècies vives Herpestinae que són natives del sud d'Europa, Àsia i Àfrica, mentre que 11 espècies són Mungotinae, totes natives d'Àfrica. Els Herpestidae es van originar fa uns 21,8  ± 3,6 milions d'anys al Miocè primerenc i van divergir genèticament en dos principals llinatges genètics entre 19,1 i 18,5  ± 3,5 milions d'anys enrere.

## Nom
La paraula mangosta deriva del terme marathi mangus (मंगूस) (pronunciat [məŋɡuːs]), i possiblement en última instància de les llengües dravídiques (cf. telugu mungeesa (ముంగిస), kannada mungisi (ಮುಙಿಸಿ)).

## Descripció
Les mangostes viuen al sud d'Àsia, Àfrica, i al sud d'Europa, així com en algunes illes del Carib i Hawaii, on n'hi ha espècies introduïdes.
Oscil·len entre 24 i 58 cm de longitud de cap a cos, excloent la cua. En pes, oscil·len entre 320 g i 5 kg. El seu pes és entre el d'un esquirol i d'un gat.
Algunes espècies porten una vida bàsicament solitària, cercant aliment per si mateixes, mentre que d'altres viuen en grups, que comparteixen l'aliment entre els seus membres.

## Morfologia

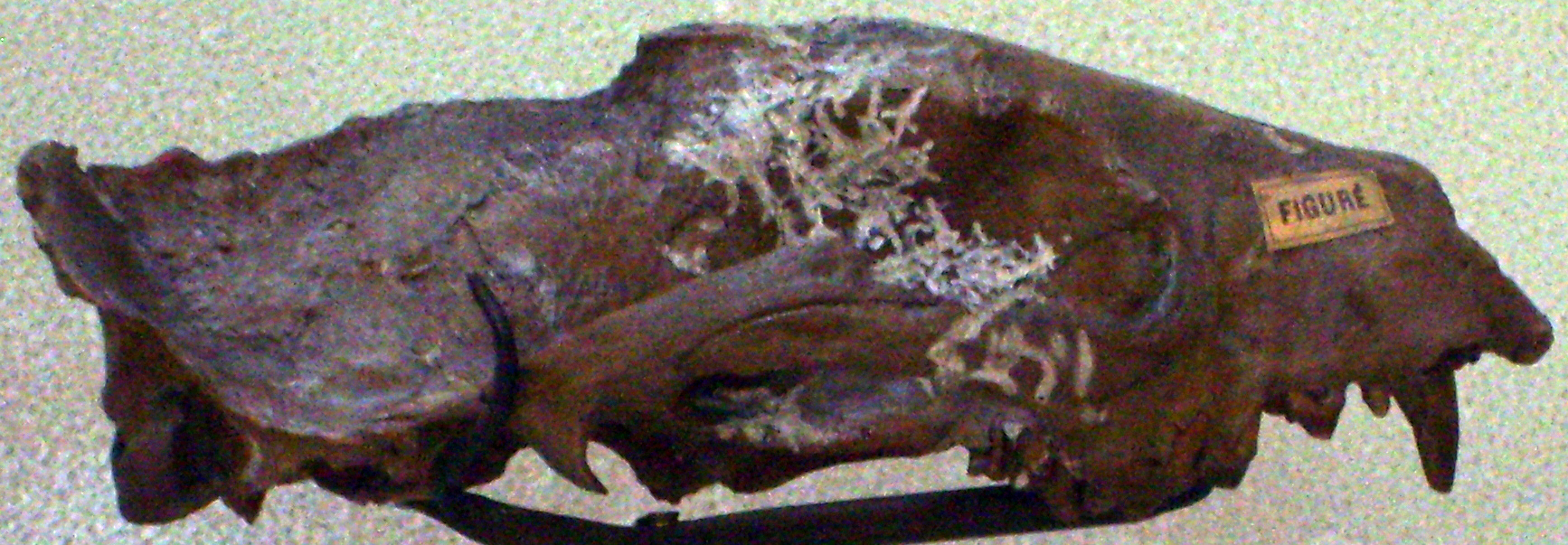
Crani dHerpestes lemanensis, Museu Nacional d'Història Natural, París

Les mangostes tenen cossos i rostres allargats, orelles petites i arrodonides, potes curtes, i una cua llarga. La majoria són viades o brunes, i poques tenen pelatges coberts de taques. Tenen urpes no retràctils que utilitzen principalment per a excavar. Com les ovelles i les cabres, tenen pupil·les horitzontals i ovalades. La majoria d'espècies de mangosta tenen una glàndula anal odorífera, que utilitzen per a marcar el seu territori i per a assenyalar l'estat reproductiu. La seva dentadura és similar a la dels vivèrrids:{\displaystyle {\tfrac {3.1.3-4.1-2}{3.1.3-4.1-2}}}
Les mangostes també tenen receptors d'acetilcolina, que, com els receptors de les serps, fan impossible que la neurotoxina del verí de les serps les pugui atacar. Els científics estan investigant si mecanismes similars protegeixen les mangostes de l'hemotoxina del verí de les serps.

### Aspecte de mustela
Les mangostes, malgrat no estar estretament relacionades, tenen un aspecte similar al dels mustèl·lids. Els seus cossos llargs i el seu pèl curt i llis les fan aptes per viure en nínxols ecològics similars, i viuen en climes similars i en caus subterranis. Igual que les musteles, les mangostes tenen potes i cues curtes.

## Hàbits i comportament
A diferència dels hàbits nocturns i arboris dels vivèrrids, les mangostes són més comunament terrestres, i moltes són actives durant el dia.
La mangosta comuna (Herpestes ichneumon) es fa servir de vegades com a exemple de mangosta solitària, encara que se l'ha observada col·laborant en grup.
El suricata (Suricata suricatta), una espècie més petita, viu en grups de 20 a 30 membres formats per un mascle i una femella alfa, generalment conjuntament amb els seus germans i la seva descendència, a les zones obertes del sud d'Àfrica (Angola, Namíbia, Botswana i Sud-àfrica). El suricata és un petit mamífer diürn que s'alimenta d'invertebrats. El seu comportament i la seva mida reduïda (té un pes inferior a un quilogram) el fan vulnerable als grans carnívors i als rapinyaires. No obstant això, s'alimenta de petites aus migratòries.
Per protegir els grups de caça dels depredadors, un suricata, destinat com a sentinella, s'alça en un punt elevat i vigila mentre la resta caça. Si el sentinella detecta un predador, fa un crit d'alarma per advertir el grup i indicar si l'amenaça prové de l'aire o del terra. Si prové de l'aire, el suricata corre a amagar-se al forat més proper. Si prové del terra, el grup fuig, tot i que estan més preparats per escapar de depredadors terrestres que de rapinyaires.

## Dieta
Les mangostes s'alimenten bàsicament d'insectes, crancs, cucs de terra, lacertilis, serps, galls i rosegadors. De vegades, també s'alimenten d'ous i carronya.
La mangosta de Java i altres mangostes són utilitzades popularment per a lluitar i matar serps verinoses, incloses les cobres. Poden fer-ho a causa de la seva agilitat i astúcia, i el seu pelatge gruixut. En general, eviten les cobres i no senten una atracció particular pel consum de la seva carn.
Algunes espècies poden aprendre alguns trucs simples, i poden ser domesticades i utilitzades com a mascotes per controlar les bestioles. Això no obstant, poden ser més destructives del desitjable: quan es van importar al Carib per matar rates i serps, van destruir la majoria de fauna petita terrestre. Per aquesta raó, és il·legal importar la majoria d'espècies de mangosta als Estats Units, Austràlia, i altres països. Les mangostes que es van introduir a Hawaii el 1883 van tenir un efecte negatiu significatiu en les espècies nadiues.

## Reproducció
La mangosta emet un so agut, comunament reconegut com un riure, quan s'aparella. Aquest so també se sent durant el festeig.

## Relacions amb humans
Les mangostes són un espectacle comú a les voreres de les carreteres de l'Índia i el Pakistan. Els encantadors de serps tenen mangostes per fer lluites simulades amb serps. A Okinawa, les mangostes lluiten contra habus (una espècie local verinosa de Trimeresurus) en un perímetre tancat envoltat d'espectadors. No obstant això, actualment l'espectacle és menys comú a causa de la pressió dels activistes que lluiten pels drets dels animals.
Segons l'historiador grec Diodor de Sicília, els egipcis veneraven les mangostes natives (Herpestes ichneumon) per la seva habilitat per a controlar les serps verinoses i pel seu consum ocasional d'ous de cocodril.
El Rikki-Tikki-Tavi, una història fictícia d'El llibre de la selva de Rudyard Kipling, mostra una mangosta que salva la seva família humana de dues cobres mortals. La història ha estat portada al cinema diverses vegades.
En la investigació per a la creació de pell artificial, les mangostes van rebre empelts d'un polímer a base de tefló, en un intent de crear una membrana semipermeable com la pell, que podria ser utilitzada per a tractar víctimes de cremades.

## Taxonomia

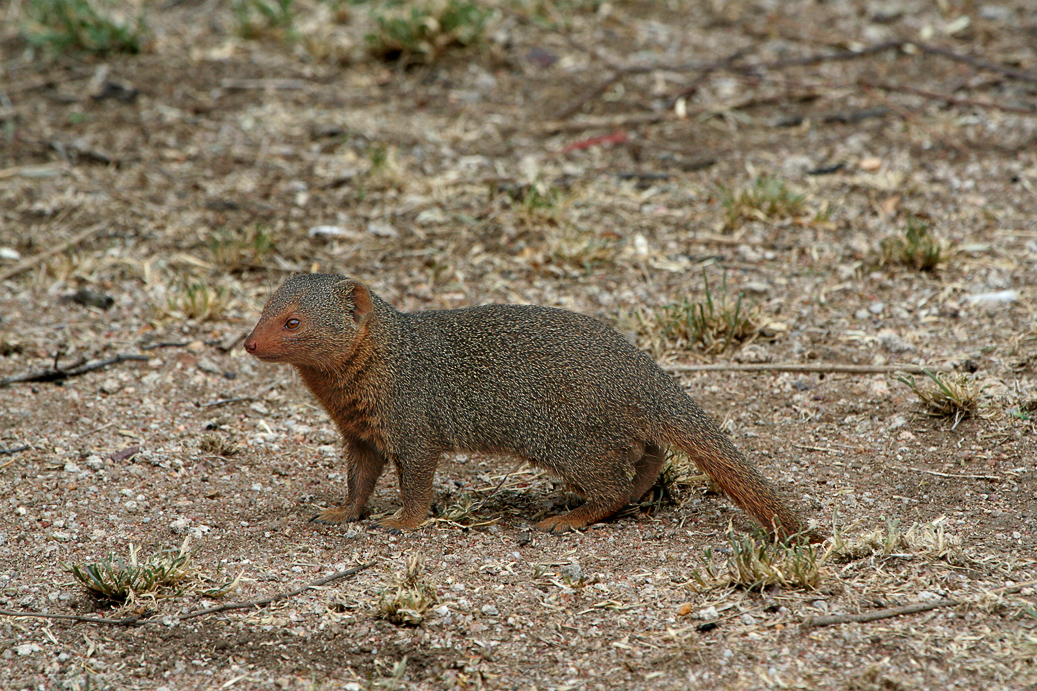
Mangosta nana africana (Helogale parvula)

Antigues classificacions situaven de vegades les mangostes dins la família dels vivèrrids, però les proves moleculars i morfològiques contradiuen el monofiletisme d'aquest grup, encara que tenen la mateixa estructura dental bàsica que els vivèrrids. Les mangostes també tenen comportaments característics que les distingeixen dels vivèrrids i d'altres famílies de feliformes. Menys diversa que la família dels vivèrrids, la família de les mangostes inclou 15 gèneres i 33 espècies.
La mangosta nana africana (Helogale pervula) està estretament relacionada amb les famílies Hyaenidae (hienes), Viverridae (civetes) i Felidae (fèlids). Les espècies que provenen del seu ancestre comú també estan relacionades més estretament amb els canins que amb la família Mustelidae, la qual inclou mosteles, teixons i llúdries.
Les proves genètiques indiquen que la família Eupleridae, que inclou la fossa (coneguda pel seu paper en la pel·lícula de dibuixos animats Madagascar), és la més propera a les mangostes.

## Galleria

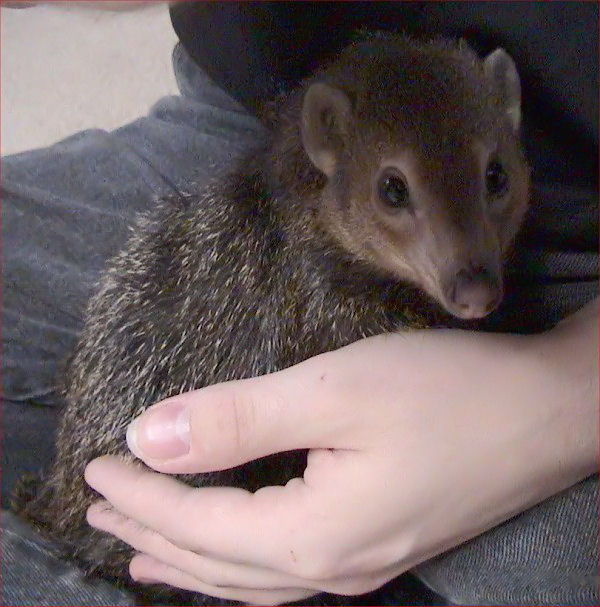
Mangosta fosca, Crossarchus obscurus
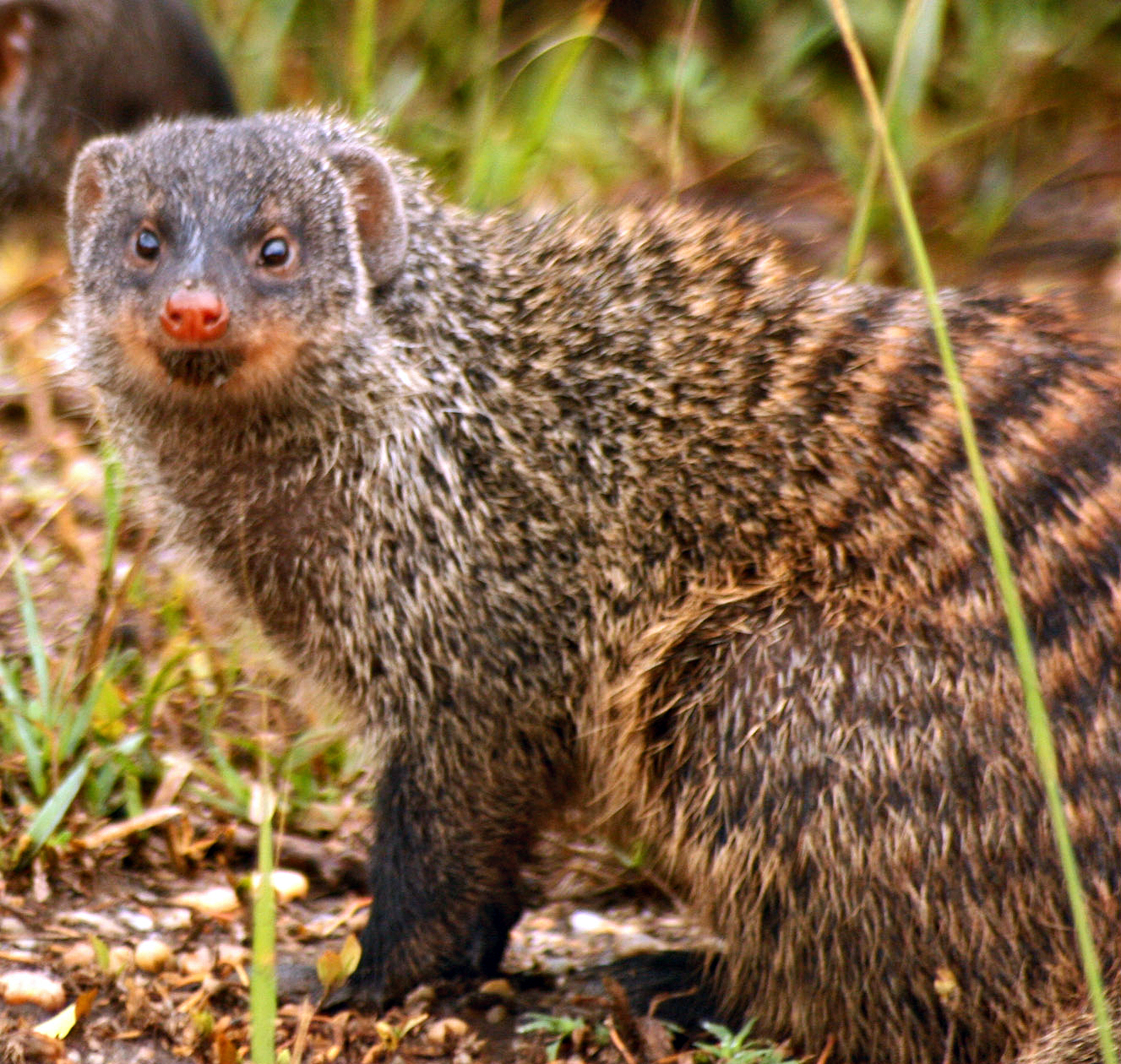
Mangosta ratllada, Mungos mungo